# 澳洲衛生和老年護理部
衛生和老年護理部（英語：Department of Health and Aged Care，簡稱：DHAC），前稱衛生部（Department of Health），是澳洲聯邦政府的部門，負責健康研究、資助、推廣、規管等工作。澳洲的基礎醫療和老年護理服務由衛生和老年護理部監管，而第三層醫療服務則交由各州和領地管理。

## 外部連結
- 官方网站